# 석정리역
석정리역(Seokjeong-ri station, 石亭里驛)은 전라남도 화순군 춘양면에 있었던 경전선의 철도역이다. 개업 당시에는 춘양역(春陽驛)으로 개업했으나, 영암선(현 영동선)이 개통하면서 그곳의 춘양역과 이름이 겹쳐 현재의 이름으로 바뀌었다. 2006년 10월 31일을 마지막으로 여객열차가 멈췄으며, 2008년 1월 1일에 폐지되었다.

## 역사
- 1931년 6월 15일: 춘양역(무배치간이역)으로 영업 개시[1]
- 1944년 6월 15일: 폐지[2]
- 1953년 12월 25일: 춘양역(무배치간이역)으로 영업 재개
- 1955년 7월 1일: 석정리역으로 역명 변경[3]
- 1969년 1월 1일: 배치간이역으로 승격
- 1972년 7월 1일: 을종대매소로 지정
- 1972년 7월 20일: 배치간이역에서 무배치간이역으로 변경[4]
- 1977년 5월 16일: 수소화물취급 중지[5]
- 1990년 5월 29일: 무배치간이역으로 격하
- 2006년 11월 1일: 여객취급 중지
- 2008년 1월 1일: 폐역[6]